# سیارک ۲۲۹۲۸
سیارک ۲۲۹۲۸ (به انگلیسی: 22928 Templehe، نامگذاری:1999TS111) بیست و دو هزار و نهصد و بیست و هشتمین سیارک کشف شده‌است که در ۱۵ اکتبر ۱۹۹۹ کشف شد.
قدر مطلق سیارک برابر ۱۱.۷ است.